# Баку (дух)

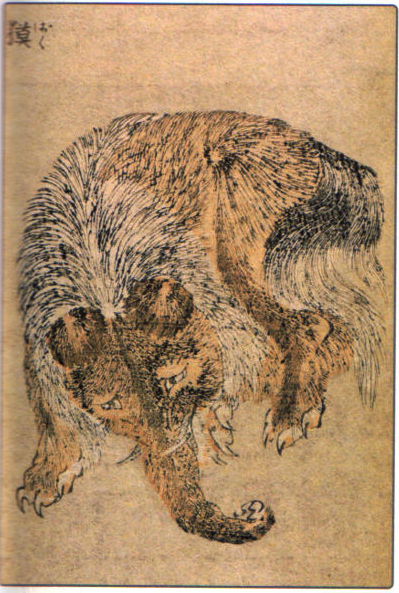
«Баку», Кацусика Хокусай, 1814-1878 гг.

Ба́ку (яп. 獏, 貘) — мифическое животное или дух из японской мифологии, доброжелательный поедатель снов и кошмаров.

## Внешность
В японской книге «Санкай Ибуцу (яп. 山海異物, «Странные обитатели гор и морей»)» говорится: «В южных горах живёт зверь. Хобот у него слоновий, глаза носорожьи, хвост бычий, а лапы как у тигра. Цвета он жёлтого и чёрного и зовут его мо. Он поедает медь и железо, а больше ничего». Часто Баку изображается как медведь с хоботом или тапир; со слоновьими бивнями и бычьими ушами. Кроме Баку, есть название Бакугасира (яп. 獏頭).

## Происхождение
Представление о Баку зародилось в Китае в 834г., где их называли мо. В тексте эпохи Тан Бо Цзюйи поясняется: «Если вы ничем не накрываете себя во время сна, вы можете избежать эпидемий, а нарисовав изображение Баку, вы можете избежать несчастья. Люди, страдающие от мигрени, могут уберечь себя, используя маску для сна с изображением Баку». Японский крестьянин, просыпаясь от кошмара, кричит «Поглоти, О-Баку, поглоти мой сон» в надежде, что если Баку может съесть сон, то он сможет превратить его в удачу.

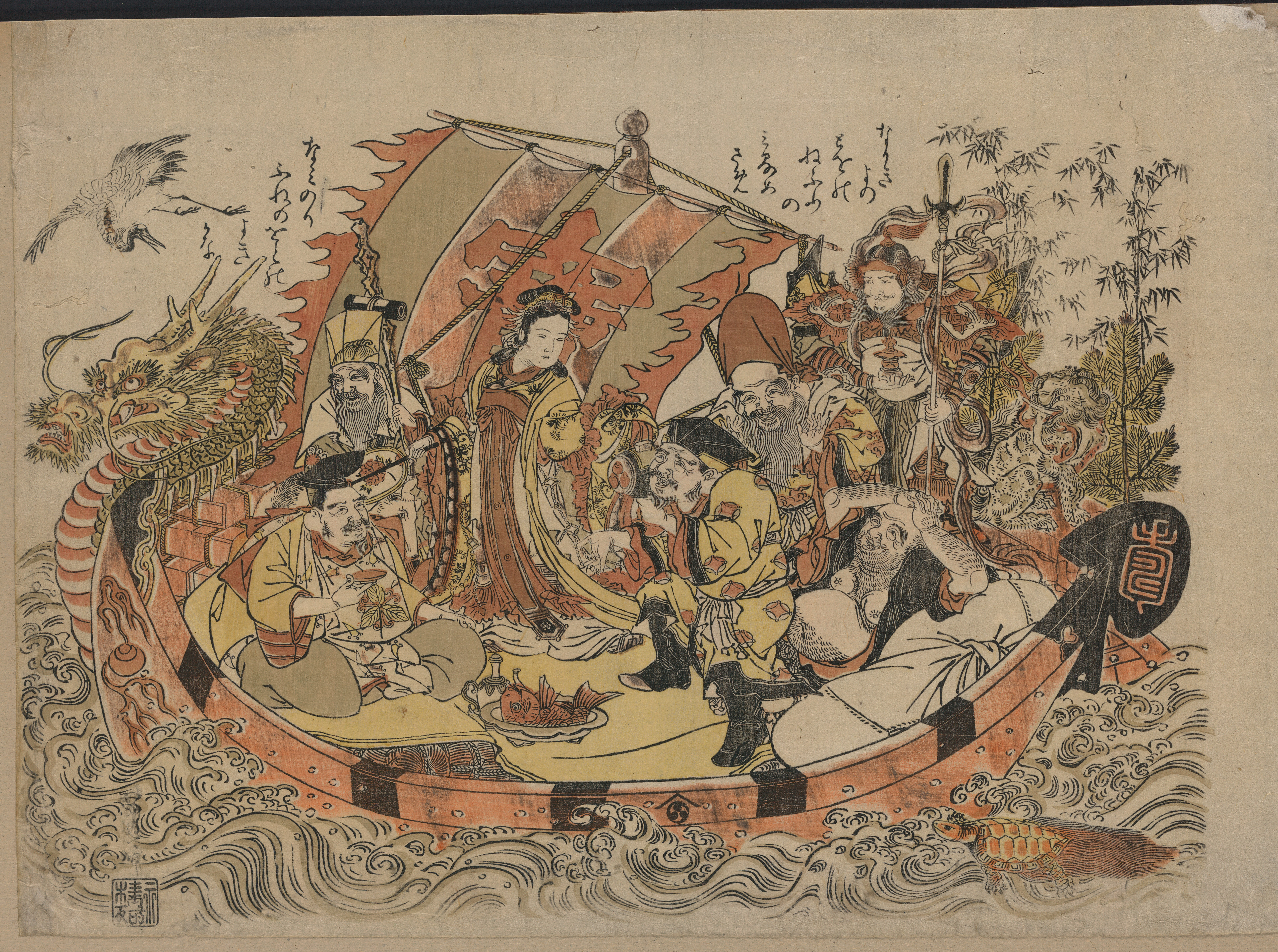
7 богов счастья. Корабль сокровищ, Китао Сигэмаса, 1772-1781гг.

Эта ассоциация со сном и оберегом от неудач закрепилась в Японии в эпоху Муромати, и к периоду Эдо баку стал существом-хранителем, которому поручено защищать уязвимого спящего, когда он или она отправляются в потусторонний мир снов. Для этого на ночь возле подушки ставили изображение баку. Были даже подушки в виде баку. Особенно важно, чтобы дурных снов не привиделось в первую ночь нового года – Хацуюмэ, – для чего и сейчас принято класть изображение Баку под подушку детям. В период Эдо и вплоть до недавних дней изображения баку рисовали на изголовьях. Появляется это мифическое существо иногда (в виде изображения или просто на парусе) и на новогоднем корабле сокровищ. На гравюре Китао Сигэмаса "Семь богов счастья. Корабль сокровищ" изображение баку находится справа от Бисямонтэн.

## Легенда

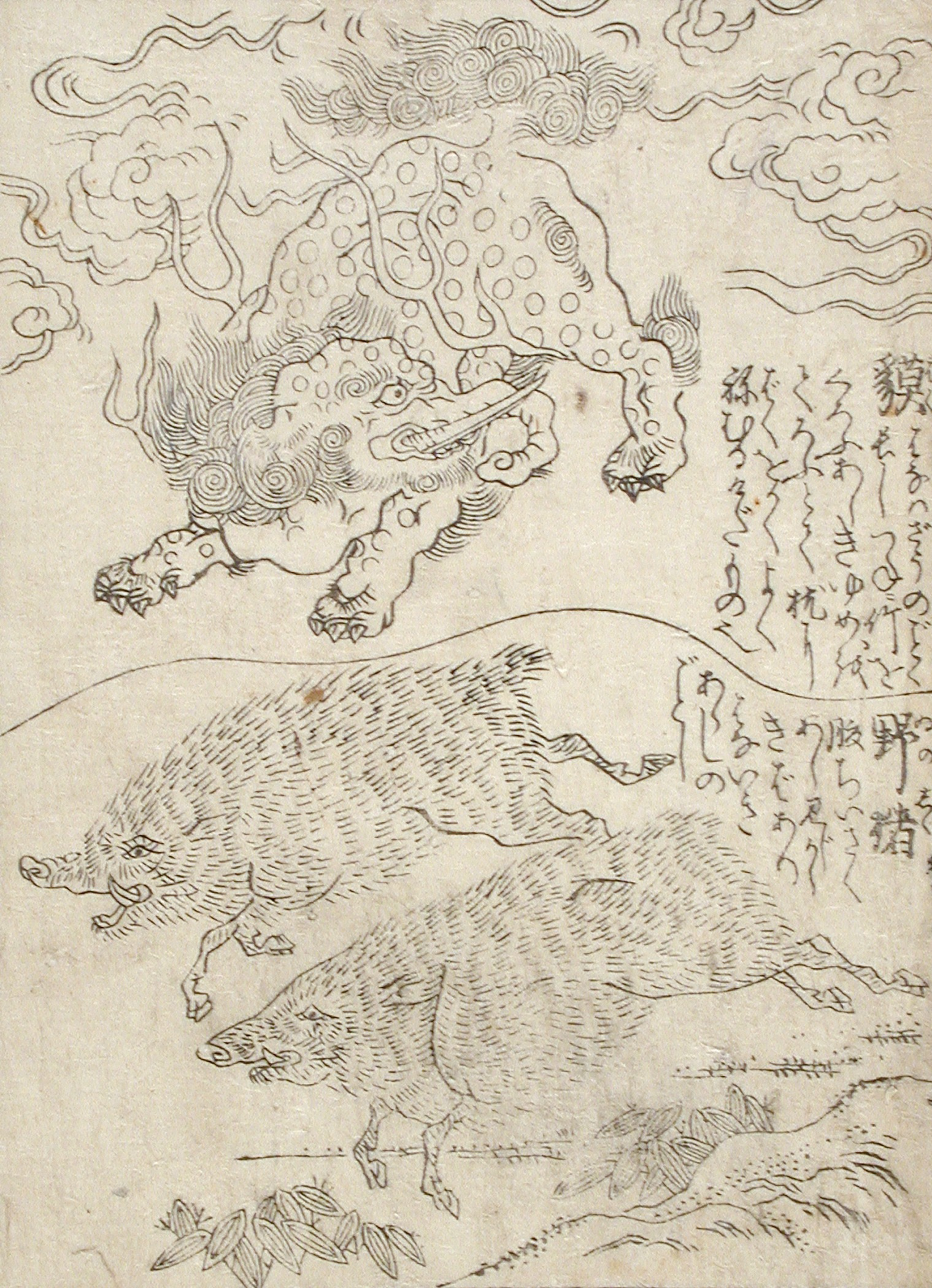
Баку, Татибана Морикуни, 1740г.

Изображение баку связано с реальным животным – тапиром, обитающем в Южной и Центральной Америке и Юго-Восточной Азии и также называемом баку по-японски с тем же иероглифом. Версия баку больше всего напоминает чепрачного тапира, единственного вида тапиров, обитающего в Азии. Хотя некоторые учёные утверждают, что «баку – млекопитающее никак не связан с баку-чудовищем», изображение Баку с его длинной мордой действительно напоминает версию с животным. Независимо от того, повлияло ли название животного на наименование или наоборот, описания существа служат примером того, как часто вымышленные создания создаются на основе образов реальных существ. Таким образом, такое существо, как баку, находится где-то между реальным и несуществующим; все его части получены от обычных животных, но их сочетание является воображаемым, что ещё больше усложняет его понимание. Для людей, живших в Японии в период Эдо и ранее, сами части, из которых было создано это существо, были такими же странными и чуждыми, как и их неестественное сочетание. Слоны, носороги и тигры не были местными обитателями Японии. Среднестатистический японец того времени за всю жизнь мог увидеть только одного из этих животных на иллюстрациях в книгах или же в тех местах, где изображали Баку, например, в храмах. Баку был не более загадочным и не менее реальным, чем носорог.

## Баку в архитектуре
Баку вместе с сиси – львом-хранителем и драконом популярны в качестве разных завершений потолочных балок в интерьерах буддийских храмов, чтобы отгонять злых духов. Эти балки называются кибана, в переводе «деревянные носы». Поэтому появление там носатого баку неудивительно.

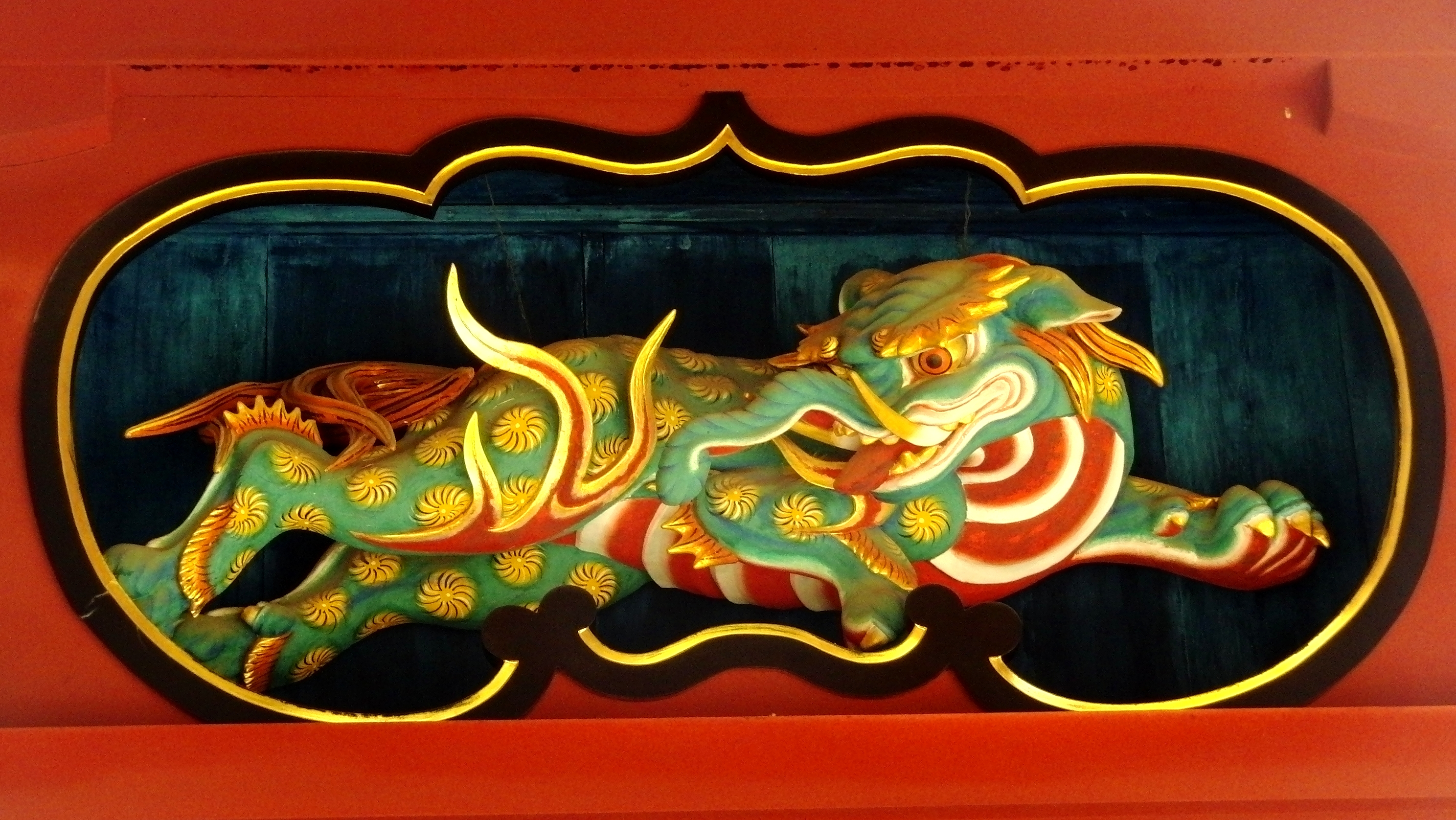
Скульптура Баку в святилище Конно Хатимангу, Сибуя, Токио, Япония

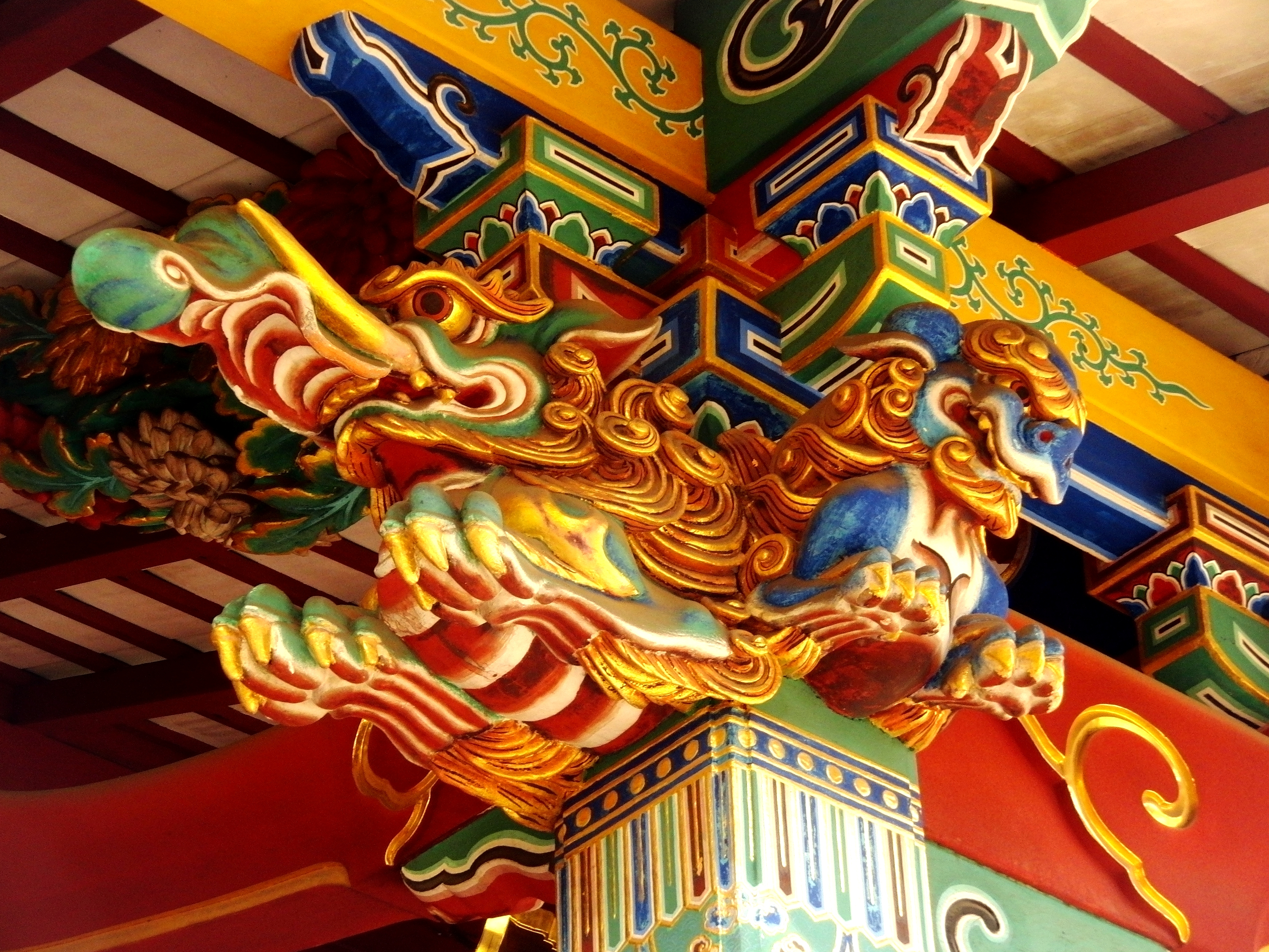
Скульптуры Баку и льва Сися на кибана святилища Конно Хатимангу, Сибуя, Токио, Япония

## Баку в современной культуре
Изображения Баку, подушек в форме Баку, игрушек и других талисманов популярны в Японии до сих пор. Баку появляется в аниме, манге и компьютерных играх .С 1980-х годов в манге, аниме и других формах популярной культуры Баку появляется не как смесь слона, носорога, быка и тигра, а как тапир, человек или свинья. Примеры включают мангу Румико Такахаси Urusei Yatsura (1995) и Харухико Микимото Поколение марионеток, аниме Мамору Осии Beautiful Dreamer.
Во многих аниме и манга Баку появляются в человеческом облике. В анимационном фильме Сатоси Кона Паприка девушка-богиня из Dreamtime — Баку, пожирающая злодеев. В манге Хакасэ Мидзуки [[Баку (манга), а также в манге Usogui, где предстает в образе главного героя с тем же именем, однако, в отличие от своего прототипа питается не снами, а ложью.
Баку(манга)]] и Сина Масибы Nightmare Inspector: Yumekui Kenbun баку тоже не тапироподобны. Радостный кошмар Баку в манга-серии Yumekui Merry появляется как человек. В игре для Playstation Final Fantasy IX есть персонаж Баку, похожий на свинью. Баку — главный герой Dual Hearts, игры для PlayStation 2, где он тоже описывается как свинья, пожирающая небольших жучков, называемых эсамонами, которые живут в мире снов.
В апреле 2009 компания по производству аниме-персонажей San-X  представила тапироподобного персонажа-Баку Оясуми Бакура, похожего на подушку.
В сериалах Pokémon и Digimon Баку появляется в образах тапироподобного покемона Драудзи, пожирающего сны, и дигимона Бакумон. В 479-й части манги Масаси Кисимото Наруто Баку изображён в традиционном мифологическом виде. В 15 части Touhou Project появляется Дорэми Свит — Баку в бело-чёрной одежде, напоминающей расцветкой тапира.
Пожиратель снов, тапироподобный Баку также появляется в неяпонской популярной культуре. В книге картинок «The Dream Eater» Христиан Гаррисон рассказана история о мальчике Юкио, который встретил Баку и привёз его к себе в деревню. В новелле Нила Геймана «The Dream Hunters», основанной на японской мифологии, тоже присутствует Баку.